# Liste der Sieger der Grand-Slam-Turniere (Quadeinzel)
Die Liste der Sieger der Grand-Slam-Turniere im Quadeinzel listet alle Grand-Slam-Sieger bei den Rollstuhltennis-Quadeinzel seit 2007 auf. Das erste Grand-Slam-Turnier in dieser Wettbewerbsklasse wurde 2007 im Rahmen der US Open ausgetragen.

## Wettbewerbe
Farblegende: Grand Slam
| Jahr | Australian Open | French Open  | Wimbledon                      | US Open                  |
| ---- | --------------- | ------------ | ------------------------------ | ------------------------ |
| 2007 |                 |              |                                | Peter Norfolk            |
| 2008 | Peter Norfolk   |              |                                | Ausgefallen, Paralympics |
| 2009 | Peter Norfolk   |              |                                | Peter Norfolk            |
| 2010 | Peter Norfolk   |              |                                | David Wagner             |
| 2011 | David Wagner    |              |                                | David Wagner             |
| 2012 | Peter Norfolk   |              |                                | Ausgefallen, Paralympics |
| 2013 | David Wagner    |              |                                | Lucas Sithole            |
| 2014 | David Wagner    |              |                                | Andrew Lapthorne         |
| 2015 | Dylan Alcott    |              |                                | Dylan Alcott             |
| 2016 | Dylan Alcott    |              |                                | Ausgefallen, Paralympics |
| 2017 | Dylan Alcott    |              |                                | David Wagner             |
| 2018 | Dylan Alcott    |              |                                | Dylan Alcott             |
| 2019 | Dylan Alcott    | Dylan Alcott | Dylan Alcott                   | Andrew Lapthorne         |
| 2020 | Dylan Alcott    | Dylan Alcott | Ausgefallen, COVID-19-Pandemie | Sam Schröder             |
| 2021 | Dylan Alcott    | Dylan Alcott | Dylan Alcott                   | Dylan Alcott             |
| 2022 | Sam Schröder    | Niels Vink   | Sam Schröder                   | Niels Vink               |
| 2023 | Sam Schröder    | Niels Vink   | Niels Vink                     | Sam Schröder             |
| 2024 | Sam Schröder    | Guy Sasson   | Niels Vink                     | Ausgefallen, Paralympics |
| 2025 | Sam Schröder    | Guy Sasson   | Niels Vink                     |                          |

## Nationenwertung
Diese Liste führt solche Nationen an, die mindestens einen Grand-Slam-Titel gewonnen haben. 
| Platz | Land                   | gesamt | Australian Open | French Open | Wimbledon | US Open |
| ----- | ---------------------- | ------ | --------------- | ----------- | --------- | ------- |
| 1.    | Australien             | 15     | 7               | 3           | 2         | 3       |
| 2.    | Niederlande            | 13     | 4               | 2           | 4         | 3       |
| 3.    | Vereinigtes Königreich | 8      | 4               | 0           | 0         | 4       |
| 4.    | Vereinigte Staaten     | 6      | 3               | 0           | 0         | 3       |
| 5.    | Israel                 | 2      | 0               | 2           | 0         | 0       |
| 6.    | Südafrika              | 1      | 0               | 0           | 0         | 1       |